# Veliki diktator
Veliki diktator (angleško The Great Dictator) je ameriški komično-dramski protinacistični film, premierno prikazan septembra 1940. Film je popolno avtorsko delo Charlieja Chaplina, ki je napisal scenarij in glasbeno podlago, ga produciral, režiral in v njem odigral glavno vlogo, kar je običajno za njegove filme. To je bil njegov prvi pravi zvočni film in tudi njegov finančno najuspešnejši film. Chaplin je bil eden redkih filmarjev, ki je v Hollywoodu snemal neme filme še v obdobju zvočnega filma.
V času premiere so bile ZDA uradno še v stanju miru z nacistično Nemčijo. Film prikazuje presunljive in sporne podobo Adolfa Hitlerja, Benita Mussolinija, fašizma, antisemitizma in nacistov, ki se jim posmehuje kot »ljudem strojem, s strojnim umom in strojnimi srci«.
Chaplinov film je nastal le devet mesecev po prvi hollywoodski parodiji Hitlerja, kratkem filmu You Nazty Spy! ustvarjalcev Three Stooges, ki je bil premierno prikazan januarja 1940.  Chaplin je svoj film načrtoval že več let pred tem. Hitler je bil pred tem alegorično zasmehovan tudi v nemškem filmu Das Testament des Dr. Mabuse Fritza Langa. Chaplin je kasneje v svoji avtobiografiji iz leta 1961 zapisal, da filma ne bi mogel posneti, če bi bil vedel za razsežnost grozodejstev nacističnih koncentracijskih taborišč.

## Zgodba
Med bitko v zadnjih mesecih prve svetovne vojne se protagonist, neimenovani vojak (naveden v odjavni špici kot judovski brivec, igra ga Charlie Chaplin), bori na strani centralnih sil v vojski izmišljene države Tomainia in komično zapleta v rovih v bojnih prizorih. Ko sliši izčrpanega pilota poveljnika Schultza moledovati za pomoč, ga poskuša rešiti. Vkrcata se na bližnje Schultzevo letalo, vzletita in se za las izogneta strelom sovražnika s tal. Poveljnik razkrije, da nosi pomembne dokumente, ki bi lahko v vojni prinesli zmago. Vendar letalu zmanjka goriva in strmoglavita na močvirje. Oba preživita, toda brivec utrpi popolno izgubo spomina. Ko pridejo reševalci, jim poveljnik Schultz preda dokumente, toda povedo mu, da je vojne konec in da je Tomainia izgubila.
Več let kasneje brivca odpustijo iz bolnišnice, Adenoid Hynkel (prav tako ga igra Chaplin), neusmiljeni diktator Tomainie, pa začne v državi preganjati Žide s pomočjo ministra za notranje zadeve in propagando Garbitscha ter ministra za vojno Herringa. Simbol Hynkelovega fašističnega režima je »dvojni križ«, na trenutke, ko je jezen, govori makaronsko parodijo nemščine. Njegov prvi govor iz jezika Tomainie simultano prevaja pretirano jedrnat angleško govoreči novinar.
Brivec, ki ni vedel za Hynklov vzpon na oblast, se vrne v svojo brivnico v judovski geto. Ko se upre pisanju besede »Žid« na svojo brivnico s strani pripadnikov SA, mora pred njimi bežati, pri tem mu pomaga soseda Hannah, ki jih nekaj udari s ponvijo. Skupina pripadnikov SA ga skoraj linča, ko posreduje Schultz, zdaj visoki častnik v Hynklovem režimu. Čeprav ugotovi, da njegov rešitelj ob koncu vojne ni arijec, kot si je bil zamišljal, mu vrne uslugo in ukaže vojakom, naj ne ukrepajo proti brivcu ali Hannah, čeprav ta vrže predmet v vojakovo glavo.
Hynkel omili svoj odnos do Judov v poskusu, da bi od judovskega finančnika dobil posojilo za podporo režima. Na Garbitschevo spodbudo postane obseden z idejo, da bi postal diktator sveta, v enem od prizorov pleše z velikim napihljivim globusom na prvo dejanje Wagnerjeve opere Lohengrin.
Načrtuje zavzetje sosednje države Osterlich (Avstrija) in potrebuje posojilo za financiranje invazije. Ko ga judovski finančnik zavrne zaradi preganjanja Judov, Hynkel v nasprotju z Garbitschevim nasvetom ponovno uvede in še zaostri preganjanje. Ko Schultz, ki je naklonjen Judom, nasprotuje pogromu, ga Hynkel ožigosa za podpornika demokracije in izdajalca ter ga da zapreti v koncentracijsko taborišče. Brivec se izogne vojakom, ki so slišali za aretacijo, s skrivanjem na strehi svojega soseda g. Jaeckela s Hannah, vseeno pa požgejo njegovo brivnico. Schultz pobegne v geto, kjer začne izdelovati načrt za strmoglavljenje Hynklovega režima skupaj s Hannah, brivcem in ostalimi tamkajšnjimi prebivalci. Predlaga samomorilsko misijo, s kateri bi razstrelili palačo; udeleženec bi bil izbran z metodo skrivanja kovanca v puding. Toda Hannah ta načrt prepreči, ko skrije kovance v vse pudinge. Za tem vojaki preiščejo geto v iskanju Schultza. Ta se z brivcem skriva na strehi, vendar ju zajamejo in obsodijo na koncentracijsko taborišče.
Hynklovim načrtom zavzetja Osterlicha prvotno nasprotuje diktator Bacterie (Italija) Benzino Napaloni, zato celo načrtuje razglasitev vojne. Toda ravno v trenutku, ko podpiše vojno napoved, ga pokliče Napaloni. Z ženo ju povabi v svojo palačo in na ogled vojaške parade, da bi ga navdušil s prikazom vojaške moči in psihološko vojno, toda sprejem se konča katastrofalno. Po nekaj nesoglasjih se med obema voditeljema vname komični spopad s hrano. Diktatorja vseeno dosežeta dogovor, ki pa ga Hynkel nemudoma prekrši in nadaljuje z invazijo. Da bi ušli Hynklu, se Hannah in drugi iz geta preselijo v Osterlich, vendar se zdaj spet znajdejo v njegovem režimu.
Schultz in brivec pobegneta iz taborišča v vojaških uniformah Tomainie. Mejni stražniki zamenjajo brivca za Hynkla, ki sta si na zunaj skoraj enaka. Nasprotno pa Hynkel ob streljanju na race pade v vodo, vojaki ga zamenjajo za brivca in aretirajo. Brivca, ki je po sili razmer prisiljen prevzeti Hynklovo identiteto, prepeljejo v glavno mesto Osterlicha, da bi imel zmagoviti nagovor. Garbitsch v napovedi Hynkla množici obsodi svobodo govora in se zavzame za podreditev Judov. Nato ima brivec buren govor, v katerem obrne Hynklova antisemitska prepričanja ter razglasi, da sta Tomainia in Osterlich zdaj svobodni demokraciji. Poziva k človečnosti na splošno, da bi se osvobodili diktatur ter z uporabo znanosti in napredka ustvarili boljši svet.
Hannah, zdaj revna delavka v vinogradu v Osterlichu, sliši brivčev nagovor po radiu in je začudena, ko jo ta nagovori neposredno: »Hannah, me slišiš? Kjerkoli že si, poglej v nebo, Hannah. Oblaki se dvigajo. Sonce se prebija skozi njih. Iz teme prihajamo na svetlobo. Prihajamo v nov svet, prijaznejši svet, kjer se bodo ljudje dvignili nad svoje sovraštvo, pohlep in brutalnost. Poglej v nebo, Hannah. Človeška duša je dobila krila in končno začenja leteti. Leti v mavrico — v luč upanja, v prihodnost, veličastno prihodnost, ki pripada meni, tebi in vsem nam. Poglej v nebo, Hannah. Poglej v nebo!« Ko vstane, jo g. Jaeckel vpraša: »Hannah, si slišala to?«. Z gesto roke ga utiša, reče: »Poslušaj« in obrne svoj obraz, sijoč od radosti in upanja, proti soncu.

## Igralska zasedba
- Charlie Chaplin kot judovski brivec v getu, glavni protagonist. Brivec je vojak v prvi svetovni vojni in izgubi spomin za dvajset let. Kasneje ga lovi Hynkel. Spoprijatelji se s Schultzem in postane führer Tomainie.
- Paulette Goddard kot Hannah, brivčeva soseda. Živi v getu zraven brivnice. Pomaga brivcu proti vojakom Tomainie.
- Charlie Chaplin kot Adenoid Hynkel, glavni atagonist. Hynkel je diktator Tomainie (parodija Nemčije in Adolfa Hitlerja)[9] in s svojimi vojaki preganja Žide. Schultza da aretirati in njegovi vojaki lovijo brivca. Kasneje ga aretirajo lastni vojaki, ko ga zamenjajo za brivca.
- Jack Oakie kot Benzino Napaloni, dikator Bacterie, parodija italijanskega diktatorja Benita Mussolinija.[9]
- Reginald Gardiner kot poveljnik Schultz, vojak Tomainie, ki se bori v prvi svetovni vojni in do tridesetih let napreduje do visokega čina. Svojim vojakom prepove preganjanje Judov, toda Hynkel ga da aretirati, nakar postane brivčev zaveznik. Kasneje vodi invazijo Osterlicha in pomaga brivcu postati führer.
- Henry Daniell kot Garbitsch (garbage, dobesedno ničvrednež, smet), parodija Josepha Goebbelsa[9] ter Hynklov zvesti minister za notranje zadeve in propagando.
- Billy Gilbert kot Herring, parodija Hermanna Göringa[9] ter Hynklov minister za vojno. Je tudi izumitelj, katerega neuspešni izumi jezijo Hynkla.
- Grace Hayle kot gospa Napaloni, Benzinova žena, ki kasneje pleše s Hynklom.
- Carter De Haven kot veleposlanik Bacterie.
- Maurice Moscovich in Emma Dunn kot g. in ga. Jaeckel, starejši par, ki prijateljuje s Hannah.
- Bernard Gorcey kot g. Mann.
- Paul Weigel kot g. Agar.

## Produkcija
Jürgen Trimborn v svoji biografiji nacistične propagandne filmarke Leni Riefenstahl trdi, da sta si Chaplin in francoski filmar René Clair ogledala Riefenstahlin film Triumf volje skupaj, ko so ga predvajali v Muzeju moderne umetnosti v New Yorku. Filmar Luis Buñuel se je spominjal, da je Claira učinkovitost filma navdajala z veliko grozo, menil je, da tega filma ne bi smeli predvajati, drugače je Zahod pogubljen. Na drugi strani pa se je Chaplin filmu huronsko smejal. Zagotovil mu je številne elemente za film Veliki diktator, s pomočjo večkratnih ogledov filma je uspel tako uspešno posnemati Hitlerjeve značilnosti. Verjetno se je odločil za snemanje Velikega diktatorja prav ob gledanju filma Triumf volje. Hynklov nagovor ob shodu v nemško zveneči žlobudravščini je karikatura Hitlerjevega govorniške sloga, ki ga je Chaplin podrobno preučil v filmskih novicah.
Film je režiral Chaplin (njegov polbrat Wheeler Dryden je bil pomočnik režiserja), zanj je tudi napisal scenarij in ga produciral. V veliki meri je posnet v Charlie Chaplin Studios in drugih lokacijah po Los Angelesu. Nazorne prizore iz prve svetovne vojne so posneli v bližnjem kanjonu Laurel. Filmsko glasbo sta napisala Chaplin in Meredith Willson. Snemanje se je pričelo septembra 1939 in zaključilo šest mesecev kasneje.
Pri delu sta ga spodbujala stopnjevanje nasilja in nacistično preganjanje Judov v tridesetih letih, katere razsežnost so mu osebno razkrili evropski judovski prijatelji in drugi umetniki. Represivna narava in militaristične težnje Tretjega rajha so bila v tistem času že splošno znane. Leta 1942 je Ernst Lubitsch posnel film Biti ali ne biti, ki se je ukvarjal s podobnimi temami, celo ponovno je bil lik Hitlerja zamenjan. Vseeno je Chaplin kasneje povedal, da če bi bil vedel za obseg grozodejstev nacističnih zločinov, filma ne bi mogel posneti. Tak pogled je postal po razkritju nacističnih okrutnosti pogost, saj je trajalo skoraj dvajset let, da je nekdo našel pravo perspektivo za satiro tega obdobja.
Ko sta se Hitler in nacistična stranka zavihtela na oblast, je Chaplinova priljubljenost po svetu dosegla vrhunec; leta 1931 so mu oboževalci sledili po Berlinu, kar je razjezilo naciste, ki so objavili knjigo Juden sehen dich an, v kateri je opisan kot »gnusen judovski akrobat« (čeprav Chaplin ni bil Jud). Prijatelj Ivor Montagu mu je poslal knjigo, za katero je vedno verjel, da je bila izvor Velikega diktatorja. Podobnost Hitlerjevih in Chaplinovih brkov je bila splošno prepoznana. V tridesetih letih so to opazili tudi producenti risank in komedij. Chaplin se je odločil izkoristiti to podobnost, da bi dal svojemu Potepuhu »oddih«.
Charliejev sin Charles mlajši je opisal, kako je njegovega očeta preganja podobnost izvora med Hitlerjem in njim. Zapisal je:

Njuni usodi sta bili diametralno nasprotni. Eden je spravil milijone v jok, drugi pa je cel svet spravil v smeh. Oče je ob misli na Hitlerja vedno zatrepetal, delno zaradi groze, delno zaradi očaranosti. »Samo pomisli,« je dejal nelagodno, »on je norec, jaz pa komik. Toda lahko bi bilo tudi obratno.«

Chaplin je zgodbo pisal v letih 1938 in 1939, snemati pa začel septembra 1939, teden dni pa začetku druge svetovne vojne. Snemanje je trajalo skoraj šest mesecev. V dokumentarnem filmu iz leta 2002 o snemanju filma The Tramp and the Dictator so bili predstavljeni novo-odkriti posnetki filmske produkcije (posnel jih je Chaplinov starejši polbrat Sydney), ki prikazujejo Chaplinov prvotni poskus filmskega konca, posnetega, preden je padla Francija. V dokumentarnem filmu je navedeno, da je bil film ne le poslan Hitlerju, ampak da je očividec potrdil njegov ogled filma. To trditev je zavrnil Hitlerjev arhitekt in prijatelj Albert Speer. Hitlerjev odziv na film ni dokumentiran, toda ogledal naj bi si ga dvakrat.
Nekatere oznake na izložbenih oknih v judovskem getu v filmu so napisane v esperantu, jeziku, ki ga je Hitler obsojal kot judovsko zaroto za internacionalizacijo in uničenje nemške kulture, izumitelj jezika L. L. Zamenhof je bil namreč poljski Jud.

## Judovski brivec in Potepuh
Ni soglasja o odnosu med filmskim judovskim brivcem in Chaplinovim stalnim likom Potepuha, toda večina strokovnjakov vidi brivca kot različico Potepuha. Znan francoski filmski režiser François Truffaut je razkril, da je v začetku produkcije filma Chaplin dejal, da ne želi igrati Potepuha na zvočnem filmu, zato ima brivca za popolnoma drug lik. Toda pri Turner Classic Movies so razkrili, da je več let kasneje Chaplin priznal povezavo med njima: »Obstaja razprava o tem, če je neimenovani judovski brivec mišljen kot Potepuhova zadnja inkarnacija. Čeprav v svoji avtobiografiji brivca pogosto imenuje Potepuh, je Chaplin leta 1937 zatrdil, da ne bo igral Potepuha v zvočnih filmih«. V spominih My Life je Chaplin zapisal: »Seveda! Kot Hitler sem lahko nagovarjal množice kolikor sem hotel. In kot Potepuh sem lahko ostal tiho.« V svoji kritiki je Roger Ebert zapisal, da »Chaplin strogo gledano ni igral Potepuha«, vendar doda, da je »postavil Potepuha in še 1,5 milijona svojega denarja na kocko, da bi osmešil Hitlerja.«
Med kritiki, ki vidijo brivca kot ločen lik, je tudi Stephen Weissman, ki v svoji knjigi Chaplin: A Life govori, da je Chaplin tu »opustil svojo tradicionalno pantomimo in lik Potepuha«. Kritik Mark Bourne se uklanja Chaplinovim besedam: »Drži, brivec spominja na Potepuha bolj kot le površno, nosi celo značilen klobuk melona in palico. Toda Chaplin je jasno povedal, da brivec ni Potepuh in da Veliki diktator ni film o Potepuhu. Tudi The Scarecrow Movie Guide vidi brivca kot ločen lik.
V nasprotju z njim pa Annette Insdorf v svoji knjigi Indelible Shadows: Film and the Holocaust piše, da je bilo Potepuhovo oponašanje diktatorja »nenavadno primerno«, saj sta bila leta 1939 Hitler in Chaplin morda dva najbolj znana človeka na svetu. Tiran in potepuh sta obrnila vloge v filmu Veliki diktator, zaradi česar je lahko večni izobčenec nagovoril množice ...« Tudi Kathryn Bernheimer v knjigi The 50 Greatest Jewish Movies zapiše, da je, »kar se je odločil povedati v Velikem diktatorju, vendarle ravno to, kar bi pričakovali od Potepuha. Filmski učenjaki so pogosto opazili, da Potepuh spominja na judovsko stereotipno figuro odpadnika ...«
Več kritikov govori o preoblikovanju Potepuha v judovskega brivca. V knjigi Boom and Bust: American Cinema in the 1940s Thomas Schatz zapiše, da je »Chaplinov Potepuh prenesen v revnega judovskega brivca«, Colin Shindler pa v Hollywood in Crisis: Cinema and American Society, 1929-1939 zapiše, da je »Vsestranski Potepuh spremenjen s posebnim namenom v judovskega brivca, katerega država bo vsak čas posrkana v totalitarno kraljestvo Adenoida Hynkla«. Tudi v knjigi A Distant Technology: Science Fiction Film and the Machine Age J. P. Telotte piše, da »se je lik Potepuha tukaj reinkarniral v lik judovskega brivca.«
Dvostranska diskusija o odnosu med brivcem in Potepuhom je objavljena v knjigi Erica L. Floma Chaplin in the Sound Era: An Analysis of the Seven Talkies, kjer avtor zaključi:
Morda bi bila razlika med obema likoma jasnejša, če se Chaplin ne bi zanašal na element zmešnjave, da je pritegnil gledalce. Z zamenjavo identitet v Velikem diktatorju, sta podobnosti med brivcem in Potepuhom omogočala Chaplinu, da se je po osebnosti oddaljil od svojega starega lika v smislu karakterizacije in se tako osredotočil na zunanjo podobo. Podobnost v karakterju brivca in Potepuha je morda bila Chaplinov poskus, da ohrani svojo priljubljenost pri gledalcih, od katerih mnogi do leta 1940 niso videli nemega filma. Chaplin je morda ustvaril nov karakter iz starega, vendar je vseeno računal na to, da bo Charliejeva osebnost privabila gledalce v kinematografe za njegov prvi korak v svet zvočnega filma in k filmu z najbolj drzno politično konotacijo do tedaj.

## Sprejem
Film je bil po premiernem predvajanju dobro sprejet in priljubljen v ZDA, leta 1941 je bil drugi najbolj gledani film leta. Priljubljen je bil tudi v Združenem kraljestvu, kjer je v kinematografe privabil 9 milijonov gledalcev, kljub Chaplinovim strahovom, da gledalci v času vojne ne bi marali komedije o diktatorju.
V času produkcije je britanska vlada napovedala, da bo zaradi politično nekorektnega prikaza Nacistične Nemčije prepovedala njegovo prikazovanje v Združenem kraljestvu. Toda, ko je bil film izdan, je bilo Združeno kraljestvo že v vojni z Nemčijo, zato je bil film zdaj dobrodošel zaradi svoje jasne propagandne vrednosti. Leta 1941 je bila britanska premiera v londonskem Prince of Wales Theatre. Film je bil prepovedan v več državah Evrope, lastnik kinematografa pa je bil zaradi njegovega prikazovanja oglobljen. Na koncu je postal najbolj gledal Chaplinov film z 11 milijoni gledalcev po vsem svetu.
To je bil njegov prvi pravi zvočni film, ki mu je pomagal otresti očitkov o staromodnosti po njegovem predhodnem filmu skoraj brez dialogov Moderni časi, izdanem leta 1936, ko je bil nemi film od konca dvajsetih let že opuščen. Vseeno tudi Veliki diktator vsebuje nekaj nemih prizorov, ki so v skladu s Chaplinovimi starejšimi filmi. Po drugi strani so nekateri gledalci pričakovali, da bo Chaplin snemal neme filme še naprej.
Leta 1997 ga je ameriška Kongresna knjižnica izbrala za ohranitev v okviru Narodnega filmskega registra zaradi njegove »kulturne, zgodovinske ali estetske vrednosti«. Leta 2000 ga je Ameriški filmski inštitut uvrstil na 37. mesto lestvice AFI's 100 Years...100 Laughs stotih najboljših ameriških komičnih filmov stoletja.

### Nagrade
Film je bil nominiran za pet oskarjev:
- najboljši film – United Artists (Charlie Chaplin kot producent)
- najboljša glavna moška vloga – Charlie Chaplin
- najboljši scenarij – Charlie Chaplin
- najboljša stranska moška vloga – Jack Oakie
- najboljša izvirna glasbena podlaga – Meredith Willson

## Glasbena podlaga
Glasbeno podlago je napisal in aranžiral Meredith Willson, ki je leta 1957 zaslovel z glasbeno komedijo The Music Man.
Videl sem ga [Chaplina] vzeti glasbeni trak, ga razrezati in zlepiti skupaj tako, da je ustvaril najbolj presunljive glasbene učinke, ki sem jih kadarkoli slišal—takih učinkov se ne bi domislil noben skladatelj. Ne slepite se pri tem. Bil bi izjemen pri vsem — glasbi, pravu, baletnem plesu ali slikanju — hiše, znaka ali portreta. V filmu Veliki diktator sem naveden kot skladatelj glasbene podlage, toda vsi najboljši deli so Chaplinove ideje, kot je uporaba uverture Wagnerjeve opere Lohengrin za znamenit prizor plesa ob balonu-globusu.
Willson je tudi razkril, da je bil prizor, v kateri Chaplin brije stranko na Brahmsov Madžarski ples št. 5, posnet pred njegovim prihodom s pomočjo posnetka na fonografski plošči. Willson ga je nato posnel na novo s studijskim orkestrom, tako da se je glasba ujemala s posnetim prizorom. Načrtovali so počasno in skrbno snemanje z osmimi takti ali manj naenkrat, prvič pa so naredili celoten prizor skupaj, da bi dobili občutek za prizor kot celoto. Chaplin se ga je odločil posneti, za primer, če bi bil kakšen del uporaben, toda po »čisti sreči smo uspeli posneti vse stavke, zato je to edini posnetek tega prizora, ki je bil uporabljen v filmu.«
James L. Neibaur je zapisal, da je Chaplin izmed podobnosti svojega življenja s Hitlerjevim izpostavil naklonjenost do Wagnerjeve glasbe, kar se kaže tudi pri njegovem izboru filmske glasbe nasploh. Večina kritikov je opozorila le na Chaplinovo uporabo uverture Wagnerjeve opere Lohengrin v prizoru plesa ob balonu-globusu. Toda uvertura je v filmu dejansko uporabljena dvakrat, tudi ob koncu filma, ko izgnana Hannah posluša brivčev nagovor v Hynklovi vlogi o demokraciji in svobodi. Uvertura se odvrti do vrhunca in konča le ob govoru, v prizoru plesa ob balonu-globusu pa je prekinjena, ko balon poči.
Lutz Peter Koepnick je o tem zapisal:
Kako lahko Wagner najprej pomaga poudariti progresivno vizijo človeškega individualizma in fašistične ideje o popolni nadvladi? Kako lahko mojstrova glasba istočasno označuje hrepenenje po izgubljeni čustveni integriteti in avtoritativni veličini? Chaplinova dvojna uporaba opere Lohengrin opozarja na vznemirjajočo povezavo med nacistično kulturo in hollywoodsko produkcijo. Kot Adorno, Chaplin razume Wagnerja kot glasnika obojega: rojstva fašizma iz duha popolnega umetniškega dela in izvor množične kulture iz duha najbolj napornega estetskega programa 19. stoletja. Za razliko od Adorna [ki prepozna ameriško množično kulturo in fašistični spektakel], Chaplin želi, da gledalci spoznajo ključno razliko med obema wagnerizmoma... Oba se zanašata na težnjo po utopičnih željah ... , na obetih samo-transcendence in avtentične kolektivnosti, toda ta mitološka hrepenenja usmerjata v bistveno različne smeri. Čeprav [Chaplin] razgali begajočo modernost nacistične politike, pa ne želi odpisati Wagnerja, niti industrijske kulture. [Chaplin namiguje, da] Hollywood potrebuje Wagnerja, kot še nikoli prej, da obsodi uporabo fantazije v fašizmu in upraviči utopične možnosti v industrijski kulturi.

## Tožba
Chaplinov polbrat Sydney je režiral in odigral glavno vlogo v filmu King, Queen, Joker iz leta 1921, v katerem je, kot Chaplin, odigral dvojno vlogo brivca in državnika, ki ga strmoglavijo. Več kot dvajset let kasneje, leta 1947, je bila proti Chaplinu vložena tožba za plagiatorstvo filma Veliki diktator. Toda niti tožeča stran, niti Chaplin sam, se niso sklicevali na polbratov nemi film King, Queen, Joker. Sodni spor Bercovici proti Chaplinu se je končal s sodno poravnavo, v kateri je Chaplin plačal Konradu Bercoviciju 95.000 $. Bercovici je trdil, da je sam ustvaril ideje, kot je Chaplinova vloga diktatorja in ples ob balonu-globusu ter da je Chaplin več ur z njim razpravljal o petstranskem osnutku filma. Toda Chaplin je v svoji avtobiografiji vztrajal, da je napisal scenarij samostojno. Na poravnavo je po lastnih besedah pristal zaradi svoje »nepriljubljenosti v ZDA v tistem času ter sodnega pritiska nanj, ki ga je tako plašil, da ni vedel, kaj lahko še pričakuje.«

## Dodatne izdaje
Digitalno popravljeno različico filma je maja 2011 izdal The Criterion Collection v obliki DVD in Blu-ray. Med dodatki so barvni video posnetki, ki jih je posnel Chaplinov polbrat Sydney, izbrisan prizor v brivnici iz Chaplinovega filma Pastirček iz leta 1919, prizor v brivnici iz filma Sydneyja Chaplina King, Queen, Joker iz leta 1921 ter The Tramp and the Dictator iz leta 2001, dokumentarni film Kevina Brownlowa in Michaela Klofta, ki primerja Chaplinovo in Hitlerjevo življenje. Film vključuje intervjuje s piscem Rayjem Bradburyjem, režiserjem Sidneyjem Lumetom, scenaristom Buddom Schulbergom in ostalimi. Izdaja vključuje tudi knjižico z eseji filmskega kritika Michaela Wooda, ki je leta 1940 zagovarjal film v New York Timesu, ponovno izdajo kritike Jeana Narbonija o zadnjem prizoru filma in ilustracije Ala Hirschfelda ob izdaji filma.